# Сосна Дугласа
Сосна Дугласа (лат. Pinus douglasiana) — вид растений рода Сосна (Pinus) семейства Сосновые (Pinaceae). Распространён в Мексике.
Вид впервые описан в 1943 году мексиканским ботаником Максимино Мартинесом и назван в честь шотландского ботаника Дэвида Дугласа, описание опубликовано в седьмом номере журнала калифорнийского ботанического общества «Madroño».

## Название
Широко распространённое русское название «пихта Дугласа» относится к другому хвойному растению из рода Pseudotsuga, указывает на вид Псевдотсуга Мензиса (Pseudotsuga menziesii), также известный как Сосна Дугласа.

## Ботаническое описание
Дерево с округлой и густой кроной, высотой 30-35 метров и диаметром ствола 50-75 сантиметров. Нижние ветви горизонтальные, верхние слегка приподняты. Крона молодых деревьев густая и имеет пирамидальную форму.
Кора на старых деревьях красновато-коричневая, шероховатая, чешуйчатая и разделена на крупные, неровные пластины. У молодых экземпляров кора красновато-коричневая и варьируется от шероховатой и чешуйчатой до гладкой. Ветки стройные, часто слегка поникающие.
Игольчатые листья расположены вертикально в пучках по пять штук на коротких побегах; влагалища стойкие, коричневые, не смолистые. Часто желтовато-зеленая хвоя относительно толстая, длиной 20-30 сантиметров. Край мелкопильчатый. Присутствуют три смоляных канала. Гиподерма сформирована неравномерно. Имеется два сосудистых пучка.
Шишки находятся на короткой ножке, которая опадает вместе с шишкой. Шишки красновато-коричневые, длиной от 7 до 10 сантиметров, яйцевидные и почти симметричные. Созревание происходит зимой, шишки раскрываются для созревания и вскоре после этого опадают. Конусовидные чешуйки толстые, твердые, шириной около 10 миллиметров с неровным верхним концом. Апофиз слегка приподнят до почти пирамидального, умбо приподнят и вооружен небольшим наклонным шипом.
Темно-коричневые семена имеют длину 4-5 миллиметров. Семенное крыло имеет длину 25 миллиметров.

## Распространение и среда обитания
Вид встречается в Мексике в Транс-мексиканском вулканическом поясе, который проходит с запада на восток через Мексику на широте Мехико. Однако ареал простирается на север до горной системы Западная Сьерра-Мадре и на юг до Южной Сьерра-Мадре.
Встречается на высоте от 1500 до 2500 метров над уровнем моря (изредка до 2700 метров). Предпочитает тёплый и умеренный климат.

## Использование
Древесина используется в качестве пиломатериалов.